# Nigorella
Genre
Nigorella est un genre d'araignées aranéomorphes de la famille des Salticidae.

## Distribution
Les espèces de ce genre se rencontrent en Afrique subsaharienne et en Asie.

## Liste des espèces
Selon World Spider Catalog (version 26, 20/06/2025) :
- Nigorella aethiopica Wesołowska & Tomasiewicz, 2008
- Nigorella albimana (Simon, 1902)
- Nigorella hirsuta Wesołowska, 2009
- Nigorella hirticeps (Song & Chai, 1992)
- Nigorella huaping S. Q. Liu & Zhang, 2025
- Nigorella manica (G. W. Peckham & E. G. Peckham, 1903)
- Nigorella mengla Lin & Li, 2020
- Nigorella orientalis (Song & Chai, 1992)
- Nigorella petrae (Prószyński, 1992)
- Nigorella sichuanensis (Peng, Xie & Kim, 1993)

## Systématique et taxinomie
Ce genre a été décrit par Wesołowska et Tomasiewicz en 2008 dans les Salticidae.

## Publication originale
- Wesołowska & Tomasiewicz, 2008 : « New species and records of Ethiopian jumping spiders (Araneae, Salticidae). » Journal of Afrotropical Zoology, vol. 4, p. 3-59.